# Solomón Mijoels
Solomón Mijáilovich Mijoels (en ruso: Соломо́н Миха́йлович Михо́элс; Daugavpils, Gobernación de Vítebsk, Imperio ruso; 16 de marzo de 1890-Minsk, RSS de Bielorrusia; 12 o 13 de enero de 1948) fue un actor y director del Teatro Judío Estatal de Moscú (Московский Государственный Еврейский Театр, ГОСЕТ, Moskovski Gosudárstvenny Yevreiski Teatr, GOSET) cuyas obras se representaban en yiddish.

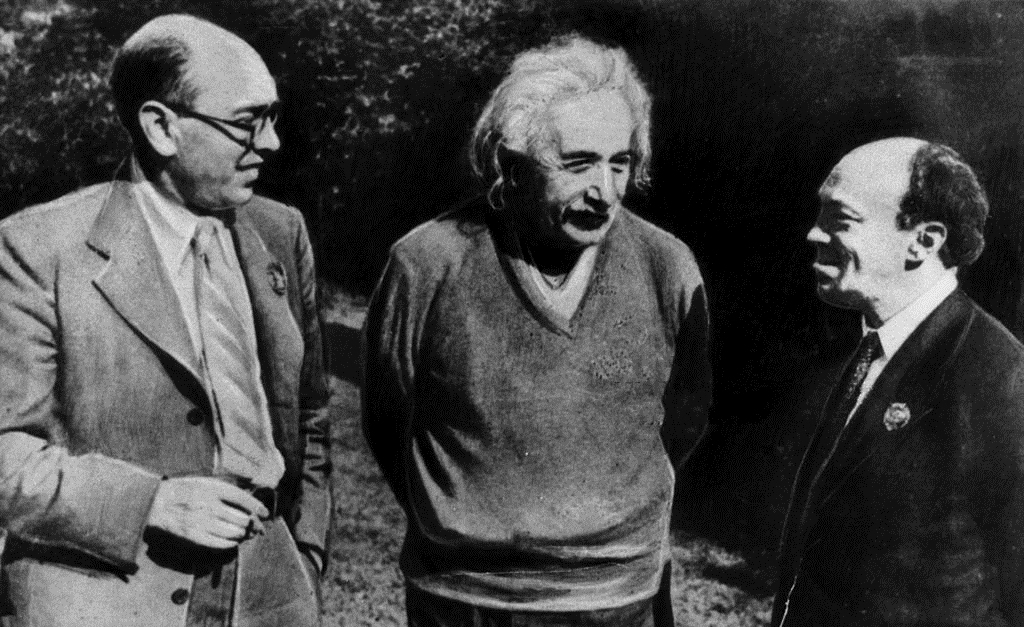
De izq. a der.: Itzik Feffer, Albert Einstein y Solomón Mijoels en los Estados Unidos en 1943.

De ascendencia judía, fue secretario del Comité Judío Antifascista, cuyo fin era demostrar la ausencia de antisemitismo en la Unión Soviética, así como la recaudación de fondos para la compra de armamento en el extranjero durante la Segunda Guerra Mundial.
Murió la noche del 12 al 13 de enero de 1948 en un accidente de tráfico en Minsk. Algunas fuentes compartían la tesis del renombrado historiador Robert Conquest, de que fue ejecutado en la dacha del jefe de la Agencia de Seguridad del Estado de la RSS de Bielorrusia, Lavrenti Tsanava, camuflando tal ejecución como un accidente de tráfico en Minsk.
En 1953, en un interrogatorio efectuado por Lavrenti Beria a quien fuera el jefe del Ministerio de la Seguridad del Estado de la URSS (MGB) en 1948, Víktor Abakúmov, éste confesó haber recibido de Stalin la orden de liquidar a Mijoels, disfrazándola de un accidente de tráfico.
Su hija Natalia Vovsi-Mijoels (1921—2014) publicó unas memorias sobre su padre, donde se menciona que los restos mortales de Mijoels fueron llevados al crematorio del cementerio del Monasterio Donskói de Moscú. Tras la procesión fúnebre desde el Teatro Judío hasta el crematorio, siete camiones transportaban las coronas de flores, seguidos por varios coches.
Asimismo en 1948, fue disuelto el Comité Judío Antifascista siendo la mayoría de sus integrantes represaliada entre 1948 y 1953. En julio de 1949, fue clausurado el Teatro Judío Estatal de Moscú. En febrero de 1953, fue arrestado su yerno, el compositor Mieczysław Weinberg, casado con su hija Natalia. Weinberg fue felizmente liberado tras la muerte de Stalin acaecida en marzo.